# Havikskruid
Havikskruid (Hieracium) is een geslacht uit de composietenfamilie (Asteraceae). Er zijn bijzonder veel soorten (zie onderstaande lijst) die moeilijk van elkaar te onderscheiden zijn. De planten groeien voornamelijk op beschutte plekken, zoals in bossen. Nu volgt een beschrijving van de kenmerken van het ondergeslacht Hieracium.

## Kenmerken
Het hoofdje is omgeven door een omwindsel dat enigszins klierachtig behaard is. Er zijn ook soorten met enkel haartjes of enkel kliertjes. Er zijn uitsluitend lintbloemen aanwezig.

## Soorten
In Nederland en België komen de volgende soorten voor:
- stengelomvattend havikskruid (Hieracium amplexicaule)
- Hongaars havikskruid (Hieracium bauhini – niet in Nederland)
- weidehavikskruid (Hieracium caespitosum)
- vroeg havikskruid (Hieracium glaucinum – niet in Nederland)
- spits havikskruid (Hieracium lactucella)
- stijf havikskruid (Hieracium laevigatum)
- Hieracium macrodontophyllum
- muurhavikskruid (Hieracium murorum)
- Florentijns havikskruid (Hieracium piloselloides – niet in Nederland)
- grijs havikskruid (Hieracium praealtum)
- Steenhavikskruid (Hieracium rigens)
- boshavikskruid (Hieracium sabaudum)
- ruig havikskruid (Hieracium scabrum – niet in Nederland)
- schermhavikskruid (Hieracium umbellatum)
- vogezenhavikskruid (Hieracium vogesiacum – niet in Nederland)
- dicht havikskruid (Hieracium vulgatum)
- schelms havikskruid (Hieracium warnsbornense)

Hier volgt een lijst van soorten:
- H. albellipes
- H. abastumanense
- H. abruptorum
- H. achalzichiense
- H. acinacifolium
- H. acranthophorum
- H. acrifolium
- H. acrochlorum
- H. acrogymnon
- H. acroleucoides
- H. acroleucum
- H. acroxanthum
- H. acuminatifolium
- H. acuminatum
- H. acutangulum
- H. acutisquamum
- H. aczelmanicum
- H. adakense
- H. adelum
- H. adenoactis
- H. adenocladum
- H. adjarianum
- H. adlerzii
- H. adunantidens
- H. agathanthum
- H. agronesaeum
- H. akinfiewii
- H. akjaurense
- H. alatavicum
- H. alberti
- H. albidulum
- H. albiflorum (wit havikskruid)
- H. albipes
- H. albocinereum
- H. albocostatum
- H. alismatifolium
- H. alphostictum
- H. alpinum
- H. altaicum
- H. alticaule
- H. altipes
- H. amaureilema
- H. amaurobasis
- H. amaurochlorum
- H. amblylobum
- H. amitsokense
- H. amnoon
- H. amoenoarduum
- H. amphileion
- H. amphitephrodes
- H. anfractum
- H. angmagssalikense
- H. angustifrons
- H. angustilobatum
- H. angustisquamatum
- H. antecursorum
- H. antennarioidiforme
- H. apatorium
- H. aphanum
- H. apicifolium
- H. apiculatum
- H. aquilonare
- H. arctogenum
- H. arctogeton
- H. arctomurmanicum
- H. arcuatidens
- H. argillaceoides
- H. argillaceum
- H. argutum
- H. armeniacum
- H. arvicola
- H. arvorum
- H. aryslynense
- H. asiaticum
- H. assimilatum
- H. asterodermum
- H. astibes
- H. asymmetricum
- H. atratum
- H. atrellum
- H. atricollum
- H. atriplicifolium
- H. atrocephalum
- H. aupaense
- H. auratum
- H. aureiceps
- H. auriculoides
- H. austriacum
- H. bakurianense
- H. barbulatulum
- H. basifureum
- H. basileucum
- H. bauhini
- H. bembicophorum
- H. beschtaviciforme
- H. beschtavicum
- H. besserianum
- H. bichloricolor
- H. biebersteinii
- H. blyttianum
- H. bolanderi
- H. borodinianum
- H. borshomiense
- H. borzawae
- H. botniense
- H. botrychodes
- H. brachiatum
- H. branae
- H. brandisianum
- H. brittatense
- H. bupleurifolioides
- H. bupleurifolium
- H. buschianum
- H. cacuminatum
- H. caesiiflorioides
- H. caesiiflorum
- H. caesiogenum
- H. caesiomurorum
- H. caesium
- H. caespitosum
- H. calcigenum
- H. callichlorum
- H. callicymum
- H. calodon
- H. calodontopsis
- H. calolepideum
- H. canadense (Canadees havikskruid)
- H. canitiosum
- H. canum
- H. carcarophyllum
- H. cardiobasis
- H. cardiophyllum
- H. carneum
- H. carpathicola
- H. casparyanum
- H. catenatum
- H. caucasicum
- H. caucasiense
- H. cauri
- H. cercidotelmatodes
- H. cereolinum
- H. chaetothyrsoides
- H. chaetothyrsum
- H. chamar-dabanense
- H. chaunocymum
- H. cheriense
- H. chibinense
- H. chibinicola
- H. chlorelliceps
- H. chlorellum
- H. chlorochromum
- H. chloroleucolepium
- H. chloromaurum
- H. chlorophilum
- H. chlorophyllum
- H. chloroprenanthes
- H. christianense
- H. chromolepium
- H. chrysanthum
- H. cincinnatum
- H. cinerellisquamum
- H. cischibinense
- H. cisuralense
- H. ciuriwkae
- H. colliniforme
- H. coloratum
- H. comatuloides
- H. concinnidens
- H. concoloriforme
- H. conflectens
- H. coniciforme
- H. conicum
- H. consociatum
- H. contractum
- H. crassifoliiforme
- H. creperiforme
- H. cretaceum
- H. crocatum
- H. croceum
- H. cruciatum
- H. cruentiferum
- H. curvescens
- H. curvulum
- H. cuspidelliforme
- H. cuspidellum
- H. cylindriceps
- H. cymanthodes
- H. cymanthum
- H. cymosum
- H. cynoglossoides
- H. czadanense
- H. czaiense
- H. czamyjashense
- H. czeremoszense
- H. czeschaense
- H. czunense
- H. czywczynae
- H. dagoense
- H. deanum
- H. dechyi
- H. decipiens
- H. decipientiforme
- H. declivium
- H. dedovii
- H. demetrii
- H. densiflorum
- H. denticuliferum
- H. derivatum
- H. devoldii
- H. diaphanoides
- H. dilutius
- H. diremtum
- H. disputabile
- H. dissolutum
- H. distractifolium
- H. dobromilense
- H. dolichanthelum
- H. dolichotrichum
- H. dolinense
- H. donetzicum
- H. dshurdshurense
- H. dubium
- H. dublanense
- H. dublizkii
- H. duderhofense
- H. duerkhemicum
- H. durum
- H. echioides
- H. eichvaldii
- H. elaeochlorum
- H. elimense
- H. empodistum
- H. endaurovae
- H. ensiferum
- H. epichlorum
- H. ericeticola
- H. ericetorum
- H. ermaniense
- H. erraticum
- H. erythrocarpoides
- H. erythrocarpum
- H. erythrochristum
- H. erythrophylloides
- H. euchaetium
- H. eugenii
- H. euirriguum
- H. eurofinmarkicum
- H. euryanthelum
- H. eusciadium
- H. excubitum
- H. eximiiforme
- H. exotericum
- H. expallidiforme
- H. falcidentatum
- H. fallaciforme
- H. farinifloccusum
- H. fariniramum
- H. farinodermum
- H. farreum
- H. fastigiatum
- H. fastigiatum
- H. fendleri
- H. fennoorbicantiforme
- H. ferroviae
- H. festinum
- H. filiferum
- H. filifolium
- H. finmarkicum
- H. firmicaule
- H. flagellare
- H. floccicomatum
- H. floccinops
- H. flocciparum
- H. floccipedunculum
- H. floribundum
- H. foliolatum
- H. folioliferum
- H. fominianum
- H. frickii
- H. friesii
- H. fritzei
- H. fuliginosiforme
- H. fulvescens
- H. furfuraceoides
- H. furvescens
- H. fuscoatrum
- H. galbanum
- H. galiciense
- H. ganeschinii
- H. geminatiforme
- H. gentile
- H. georgicum
- H. gigantellum
- H. glabriligulatum
- H. glaucescens
- H. glaucinoides
- H. glaucochroum
- H. glehnii
- H. glomerabile
- H. glomerellum
- H. gmelini
- H. gnaphalium
- H. gorczakovskii
- H. goriense
- H. gorodkowianum
- H. gothicifrons
- H. gothicum
- H. gracile
- H. gracilentipes
- H. granitophilum
- H. granvicum
- H. greenei
- H. greenii
- H. groenlandicum
- H. grofae
- H. gronovii
- H. gudergomiense
- H. gudissiense
- H. gustavianum
- H. guttenfeldense
- H. gynaeconesaeum
- H. haematoglossum
- H. × haematopodum
- H. harjuense
- H. heothinum
- H. heterodontoides
- H. hirsuticaule
- H. hirtulum
- H. hispidissimum
- H. hohenackeri
- H. holmiense
- H. hololeion
- H. homochroum
- H. hopense
- H. hoppeanum
- H. horridum
- H. hosjense
- H. hryniawiense
- H. hryniewieckii
- H. hylocomum
- H. hylogeton
- H. hyparcticum
- H. hypoglaucum
- H. hypopityforme
- H. hypopitys
- H. hypopogon
- H. igoschinae
- H. ihrowyszczense
- H. imandricola
- H. imponens
- H. incanum
- H. incomptum
- H. inconveniens
- H. ingricum
- H. insolens
- H. insulicola
- H. integratum
- H. inuloides
- H. ircutense
- H. iremelense
- H. irriguiceps
- H. iseranum
- H. issatschenkoi
- H. ivdelense
- H. ivigtutense
- H. jangajuense
- H. jaworowae
- H. juratzkanum
- H. kabanovii
- H. kaczurinii
- H. kalksburgense
- H. kalmii
- H. kalmutinum
- H. kandalakschae
- H. kaninense
- H. karelicum
- H. karjaginii
- H. karpinskyanum
- H. kemulariae
- H. kiderense
- H. kievejense
- H. kildinense
- H. kirghisorum
- H. knafii
- H. knappii
- H. kochtanum
- H. koehleri
- H. kolenatii
- H. kolgujevense
- H. kosvinskiense
- H. kozlowskyanum
- H. krasanii
- H. kreczetoviczii
- H. krivanense
- H. krylovii
- H. kubanicum
- H. kubenskense
- H. kuekenthalianum
- H. kukulense
- H. kulkowianum
- H. kultukense
- H. kumbelicum
- H. kupfferi
- H. kuroksarense
- H. kusnetzkiense
- H. kuusamoense
- H. kuzenevae
- H. lachenalii (gevlekt havikskruid)
- H. lackschewitzii
- H. lactucella
- H. laetevirens
- H. laevicaule
- H. laevigatum
- H. laevimarginatum
- H. lailanum
- H. lamprocomoides
- H. lanceatum
- H. lanceolatum
- H. lancidens
- H. lapponicifolium
- H. lapponicum
- H. largum
- H. laschii
- H. lasiophorum
- H. lasiothrix
- H. latens
- H. laticeps
- H. latpariense
- H. latypeum
- H. laurinum
- H. lehbertii
- H. lemmonii
- H. lenkoranense
- H. lepiduliforme
- H. leptadeniiforme
- H. leptadenium
- H. leptocaulon
- H. leptoclados
- H. leptogrammoides
- H. leptopholis
- H. leptoprenanthes
- H. leptothyrsum
- H. lespinassei
- H. leucocraspedum
- H. leucothyrsogenes
- H. leucothyrsoides
- H. leucothyrsum
- H. levieri
- H. limenyense
- H. linahamariense
- H. lipnickianum
- H. lippmaae
- H. lipskyanum
- H. lissolepium
- H. lithuanicum
- H. litorale
- H. litwinowianum
- H. livescentiforme
- H. lividorubens
- H. ljapinense
- H. lobarzewskii
- H. lomnicense
- H. lonchophyllum
- H. lonchopodum
- H. longiberbe
- H. longipilum
- H. longipubens
- H. longiscapum (= Pilosella longiscapa)
- H. loriense
- H. lovozericum
- H. lugae-pljussae
- H. lugdunense
- H. lugiorum
- H. lutnjaermense
- H. lutulenticeps
- H. luzuleti
- H. lyccense
- H. lychnaeum
- H. lydiae
- H. lyratum
- H. lyrifolium
- H. macranthelum
- H. macrochlorellum
- H. macrocladum
- H. macrocymum
- H. macroglossum
- H. macrolepidiforme
- H. macrolepioides
- H. macrolepis
- H. macrolepium
- H. macrophyllopodum
- H. macroradium
- H. maculatum
- H. magnauricula
- H. magocsyanum
- H. malacotrichum
- H. manifestum
- H. marginale
- H. marjokense
- H. maurocybe
- H. medianiforme
- H. medschedsense
- H. megacephalon
- H. megalomastix
- H. melachaetum
- H. melaneilema
- H. melanocephalum
- H. melanophaeum
- H. membranulatum
- H. mestianum
- H. miansarofii
- H. microbauhinii
- H. microspilon
- H. microtum
- H. mikulinkae
- H. mnoocladum
- H. modiciforme
- H. mohrungenense
- H. molle
- H. mollisetum
- H. monczecola
- H. mukacevense
- H. multifrons
- H. multisetum
- H. munkacsense
- H. murmanense
- H. murorum (muurhavikskruid)
- H. musartutense
- H. mutilatum
- H. myriothrichum
- H. nalczikense
- H. narymense
- H. neglectipilosum
- H. nenukovii
- H. neopinnatifidum
- H. nepiocratum
- H. neriodowae
- H. neroikense
- H. nesaeum
- H. nigrescens
- H. nigrisetum
- H. nigritum
- H. nigrosilvarum
- H. niphocladum
- H. nivaense
- H. niveolimbatum
- H. nizhnetunguskaense
- H. notense
- H. obliquum
- H. oblongum
- H. obscuribracteatum
- H. obscuricaule
- H. obscuriceps
- H. obscurum
- H. ochanskiense
- H. oioense
- H. oistophyllum
- H. olympicum
- H. onegense
- H. orbicans
- H. ornatum
- H. orthobrachion
- H. orthocladum
- H. orthopodum
- H. osiliae
- H. ovaliceps
- H. ovatifrons
- H. pachycephalum
- H. paczoskianum
- H. pahnschii
- H. paldiskiense
- H. paludosum
- H. panaeoliforme
- H. paniculatum
- H. panjutinii
- H. pannonicum
- H. pannosum
- H. paragogum
- H. parvistolonum
- H. pasense
- H. pellucidum
- H. penduliforme
- H. pendulum
- H. perasperum
- H. percissum
- H. pereffusum
- H. perileucum
- H. persimile
- H. pervagum
- H. petrofundii
- H. petropavlovskanum
- H. philanthrax
- H. pikujense
- H. pilisquamum
- H. piloselloides
- H. pilosissimum
- H. pineum
- H. plantaginifrons
- H. pleiophyllogenes
- H. pleiophyllopsis
- H. pleuroleucum
- H. plicatulum
- H. plicatum
- H. pluricaule
- H. plurifoliosum
- H. poaczense
- H. pocuticum
- H. podkumokense
- H. pojoritense
- H. poliodermum
- H. poliudovense
- H. polyanthemum
- H. polymastix
- H. polymnoon
- H. polymorphophyllum
- H. polytrichum
- H. pomoricum
- H. porphyrii
- H. porrifolium
- H. porrigens
- H. praealtum
- H. praecipuum
- H. praecox
- H. praemorsum
- H. praetenerifrons
- H. praetenerum
- H. praetermissum
- H. praetervisum
- H. praticola
- H. prenanthoides
- H. prilakenense
- H. pringlei
- H. proceriforme
- H. procerigenum
- H. procerum
- H. prolatescens
- H. prolixum
- H. pruiniferum
- H. przybyslawskii
- H. pseudarctophilum
- H. pseudatratum
- H. pseudauriculoides
- H. pseuderectum
- H. pseudobifidum
- H. pseudobipes
- H. pseudoboreum
- H. pseudocongruens
- H. pseudofariniramum
- H. pseudofritzei
- H. pseudoglabridens
- H. pseudohypochnoides
- H. pseudojuranum
- H. pseudokajanense
- H. pseudolatypeum
- H. pseudolepistoides
- H. pseudomangii
- H. pseudomegalomastix
- H. pseudonigritiforme
- H. pseudoomangii
- H. pseudopalmenii
- H. pseudophyllodes
- H. pseudopikujense
- H. pseudosparsum
- H. pseudostygium
- H. pseudosvaneticum
- H. pseudothaumasium
- H. psilobrachion
- H. purpuristictum
- H. puschlachtae
- H. putoranicum
- H. pycnodon
- H. pyrsjuense
- H. querceticola
- H. quinquemonticola
- H. racemosum
- H. raddeanum
- H. radenium
- H. rapunculoidiforme
- H. ratluense
- H. ravusculum
- H. rawaruskanum
- H. regelianum
- H. retroversilobatum
- H. revocantiforme
- H. rigidellum
- H. rigidum
- H. rigens
- H. rigorosum
- H. riparium
- H. robinsonii
- H. rohacsense
- H. rojowskii
- H. rossicum
- H. rothianum
- H. rotundatum
- H. rubrobauhini
- H. rubropannonicum
- H. rupicoloides
- H. rusbyi
- H. sabaudum
- H. sabiniceps
- H. sabiniforme
- H. sabinopsis
- H. sachokianum
- H. saevum
- H. safonoviae
- H. samaricum
- H. samurense
- H. sanctum
- H. sangilense
- H. sanii
- H. sarmaticum
- H. saussureoides
- H. sbaense
- H. scabiosum
- H. scabrum (ruig havikskruid)
- H. scandinavicum
- H. schelkownikowii
- H. schellianum
- H. schemachense
- H. schenkii
- H. schennikovii
- H. schipczinskii
- H. schischkinii
- H. schliakovii
- H. schmalhausenianum
- H. schmidtii
- H. scholanderi
- H. schultesii
- H. sciadophorum
- H. scitulum
- H. scopulorum
- H. scotaiolepis
- H. scotodes
- H. scouleri
- H. sedutrix
- H. segevoldense
- H. semicymigerum
- H. semilitoreum
- H. semipraecox
- H. septentrionale
- H. sericicaule
- H. serratifolium
- H. sershukense
- H. setosopetiolatum
- H. sexangulare
- H. shaparenkoi
- H. signiferum
- H. silenii
- H. sillamaeense
- H. silvicomum
- H. simplicicaule
- H. sivorkae
- H. sobrinatum
- H. soczavae
- H. solonieviczii
- H. solovetzkiense
- H. sonchifolium
- H. sororians
- H. sosnowskyi
- H. sosvaense
- H. sparsum
- H. spatalops
- H. spathophyllopsis
- H. spinodylium
- H. spurium
- H. stauropolitanum
- H. steinbergianum
- H. stelechodes
- H. stellatum
- H. stenolepis
- H. stenopiforme
- H. stiptocaule
- H. streptotrichum
- H. strictum
- H. stygium
- H. subaquilonare
- H. subarctophilum
- H. subasperellum
- H. subaurantiacum
- H. subbakurianiense
- H. subbauhiniflorum
- H. subchlorophaeum
- H. subcinerascens
- H. subcompositum
- H. subcrassifolium
- H. subcymigerum
- H. suberectum
- H. subfariniramum
- H. subfarinosiceps
- H. subfiliferum
- H. subflexicaule
- H. subgalbanum
- H. subglandulosipes
- H. subgracilescens
- H. subhirsutissimum
- H. subimandrae
- H. sublactucaceum
- H. sublasiophorum
- H. sublividum
- H. submaculigerum
- H. submarginellum
- H. submedianum
- H. submelanolepis
- H. submirum
- H. subnigrescens
- H. subniviferum
- H. subpleiophyllum
- H. subpollichii
- H. subramosum
- H. subrassifolium
- H. subrigidum
- H. subsimplex
- H. substoloniferum
- H. substrictipilum
- H. subsvaneticum
- H. subtriangulatum
- H. subumbelliforme
- H. subviolascentiforme
- H. subvirenticeps
- H. subviriduliceps
- H. subvulgatiforme
- H. suchonense
- H. sudeticum
- H. sudetorum
- H. suecicum
- H. sulphurelliforme
- H. sulphurellum
- H. suomense
- H. svaneticiforme
- H. svaneticiforme
- H. sylowii
- H. sylvularum
- H. syreistschikovii
- H. syrjaenorum
- H. sysolskiense
- H. szovitsii
- H. tabergense
- H. taigense
- H. tanense
- H. tanfiliewii
- H. tatewakii
- H. tatrense
- H. tazense
- H. teberdaefontis
- H. teberdense
- H. teliforme
- H. teliumbellatum
- H. tenacicaule
- H. tenebricans
- H. tephrantheloides
- H. tephrocephalum
- H. tephrochlorellum
- H. tephrophilum
- H. teplouchovii
- H. terekianum
- H. tericum
- H. tetraodon
- H. thaumasioides
- H. thaumasium
- H. thracicum
- H. thyraicum
- H. tilingii
- H. timanense
- H. tjapomense
- H. tjumentzevii
- H. tolmatchevii
- H. tolvaense
- H. torticeps
- H. transnivense
- H. transpeczoricum
- H. transsilvanicum
- H. triangulare
- H. tricheilema
- H. trichobrachium
- H. trichocymosoides
- H. trichocymosum
- H. tridentaticeps
- H. tridentatum
- H. trigonophorum
- H. triste
- H. tritum
- H. trivialiforme
- H. truncipilum
- H. tschkhubianischwilii
- H. tuadaschense
- H. tulomense
- H. tunguskanum
- H. turcomanicum
- H. turkestanicum
- H. tuvinicum
- H. tweriense
- H. tzagwerianum
- H. uczanssuense
- H. ueksipii
- H. ugandiense
- H. umbellaticeps
- H. umbellatum
- H. umbrosum
- H. uralense
- H. uranopoleos
- H. vagae
- H. vagum
- H. vaidae
- H. vaillantii
- H. valmierense
- H. varangerense
- H. varatinense
- H. varsugae
- H. vasconicum
- H. velutinum
- H. venosum
- H. veresczaginii
- H. verruculatum
- H. vestipes
- H. villosellipes
- H. villosipes
- H. villosum
- H. violascentiforme
- H. virentisquamum
- H. virgultorum
- H. virosum
- H. vischerae
- H. viscidulum
- H. vitellicolor
- H. volhynicum
- H. vulgatum
- H. vulpinum
- H. vulsum
- H. vvedenskyi
- H. wimmeri
- H. wolczankense
- H. wolgense
- H. wologdense
- H. worochtae
- H. wrightii
- H. wysokae
- H. zelencense
- H. zinserlingianum
- H. zinserlingii
- H. zizianum

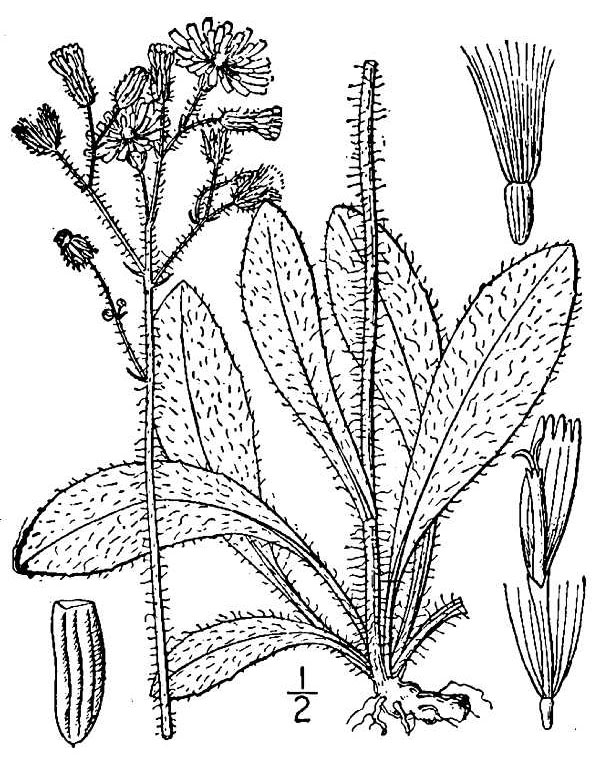
Weidehavikskruid Hieracium caespitosum
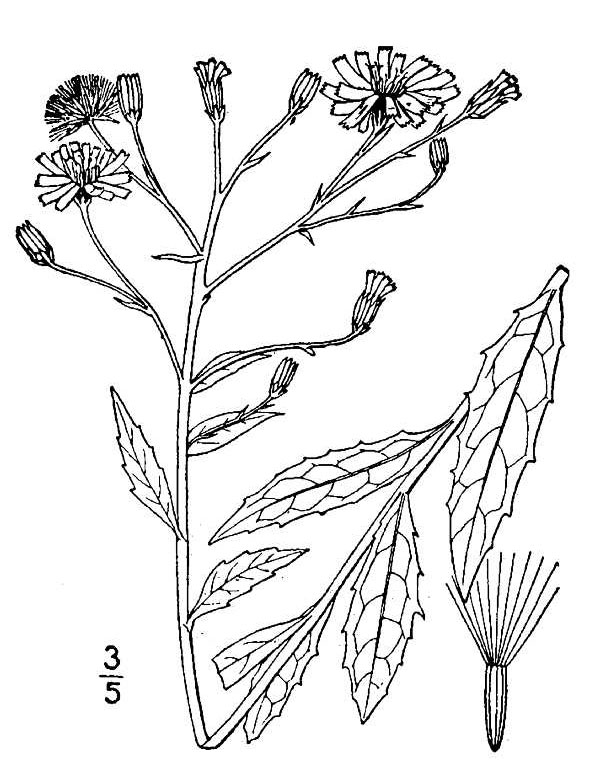
Canadees havikskruid (Hieracium canadense)
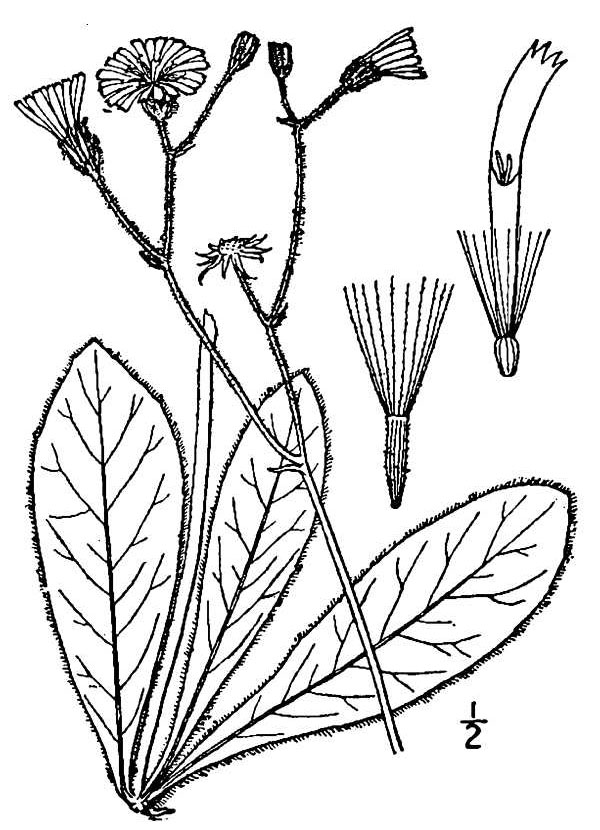
Hieracium greenii
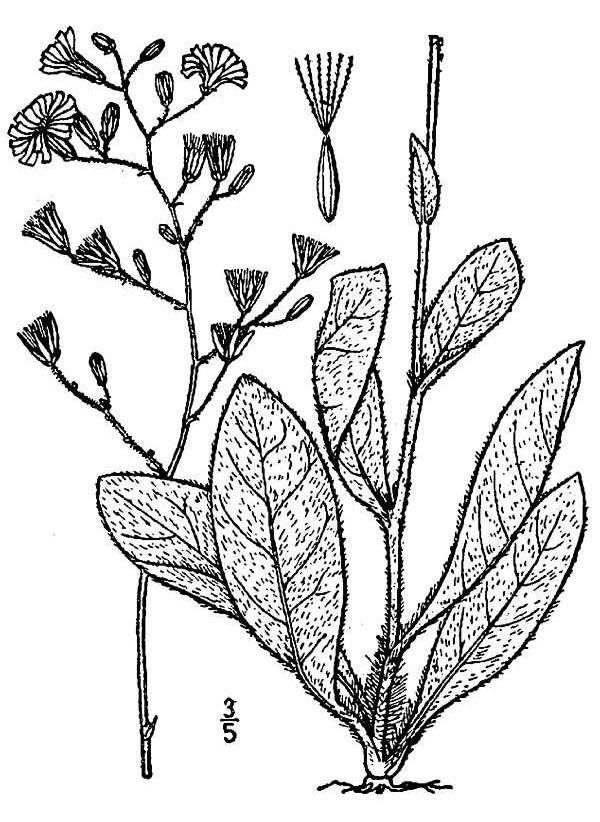
Hieracium gronovii
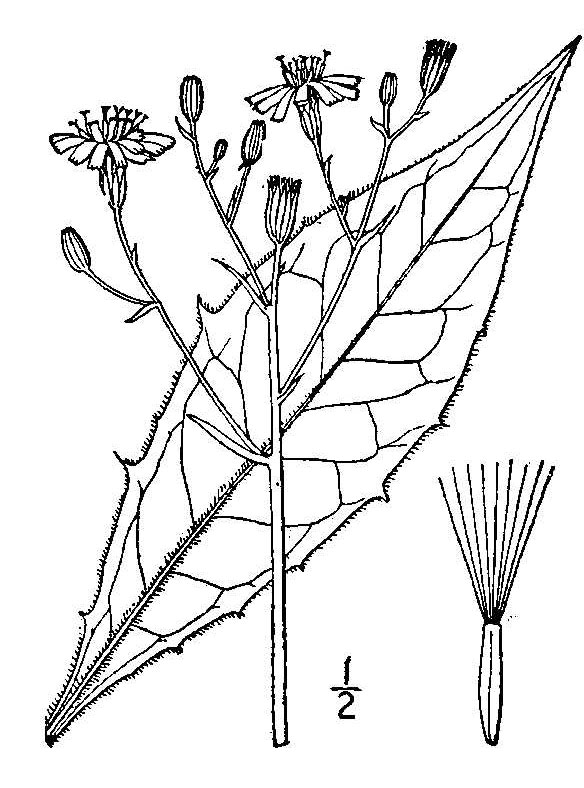
Gewoon havikskruid (Hieracium lachenalii)
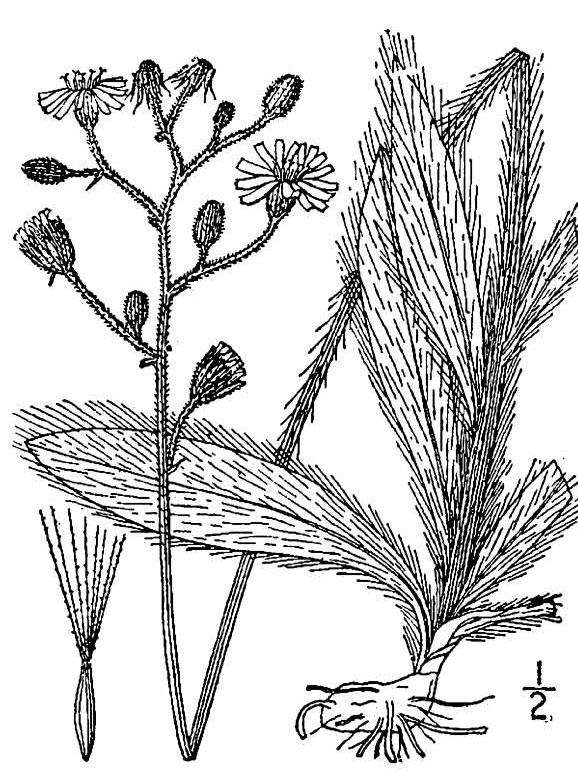
Hieracium longipilum
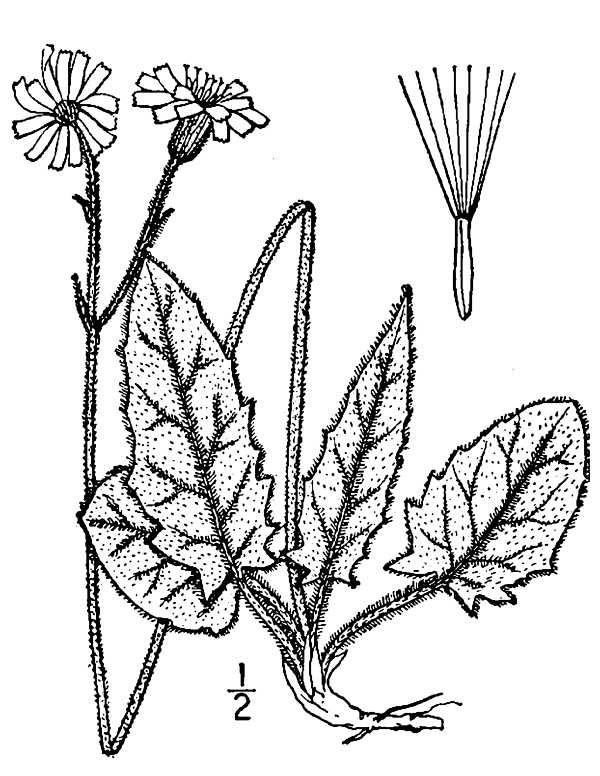
Muurhavikskruid (Hieracium murorum)
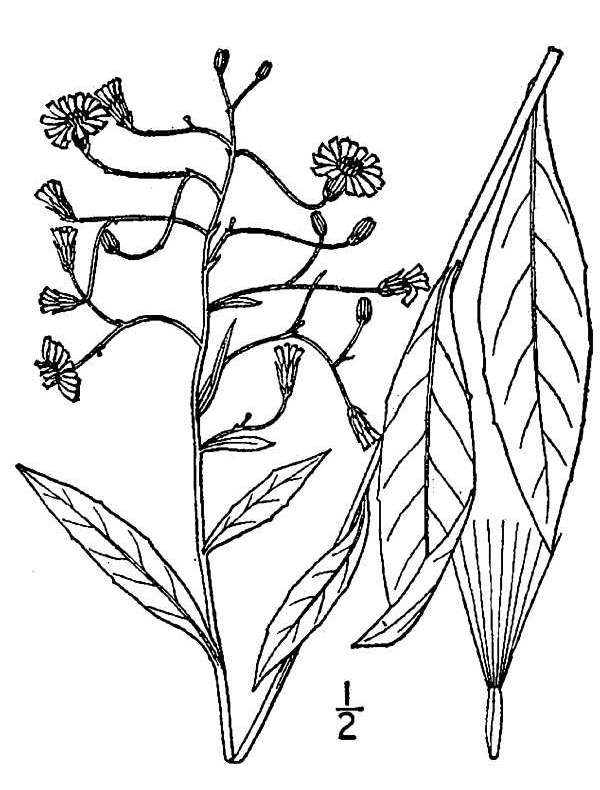
Hieracium paniculatum
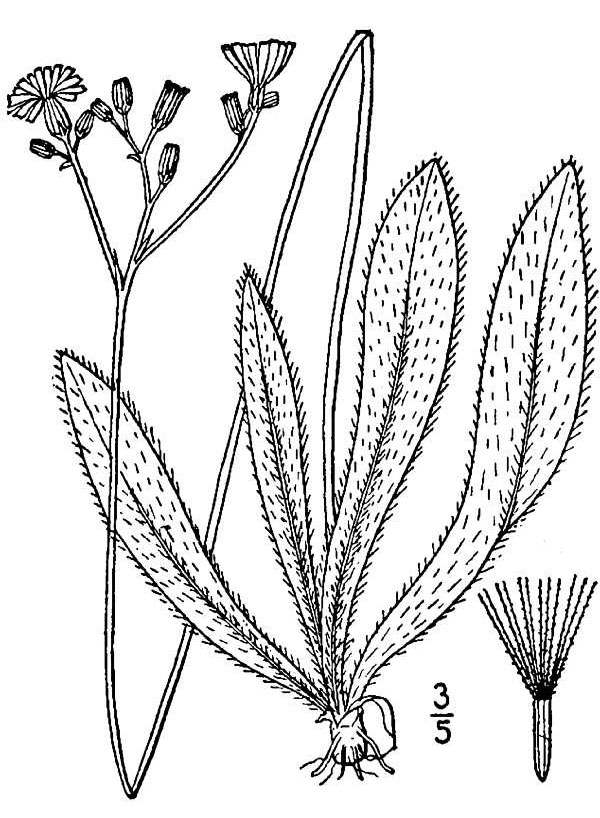
Hieracium piloselloides
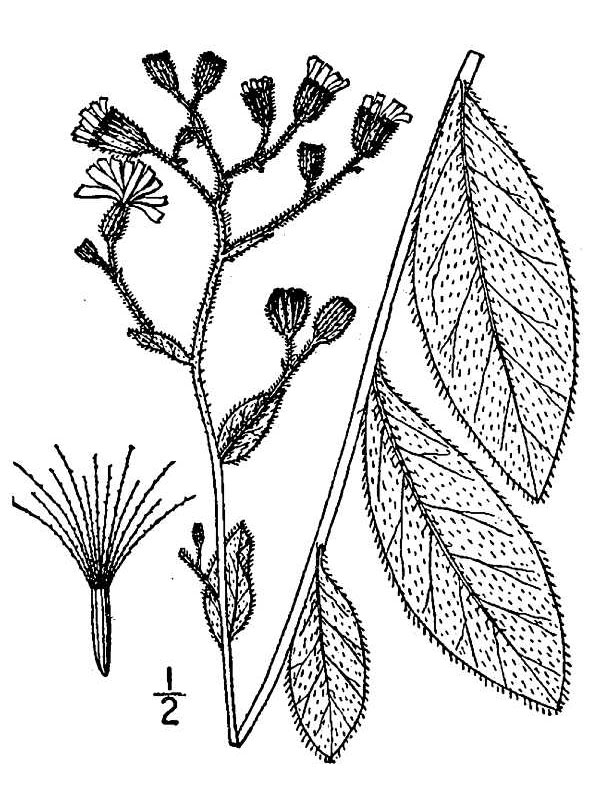
Ruig havikskruid (Hieracium scabrum)
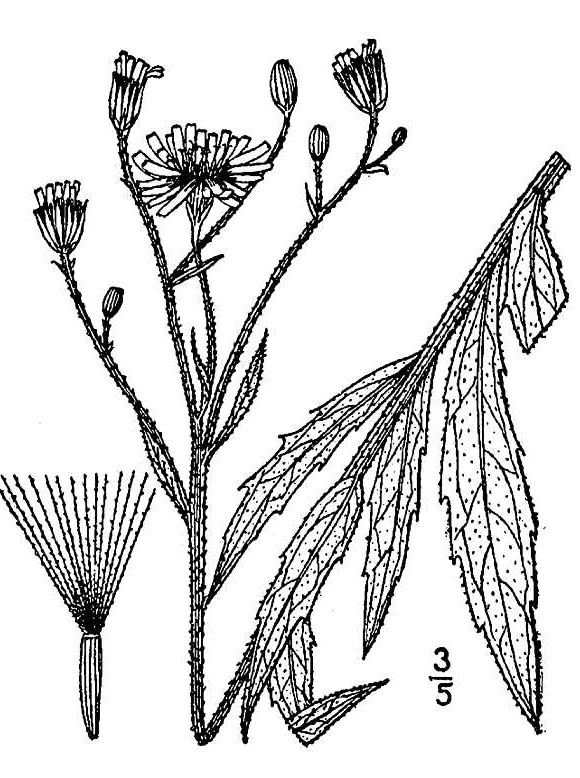
Schermhavikskruid (Hieracium umbellatum)
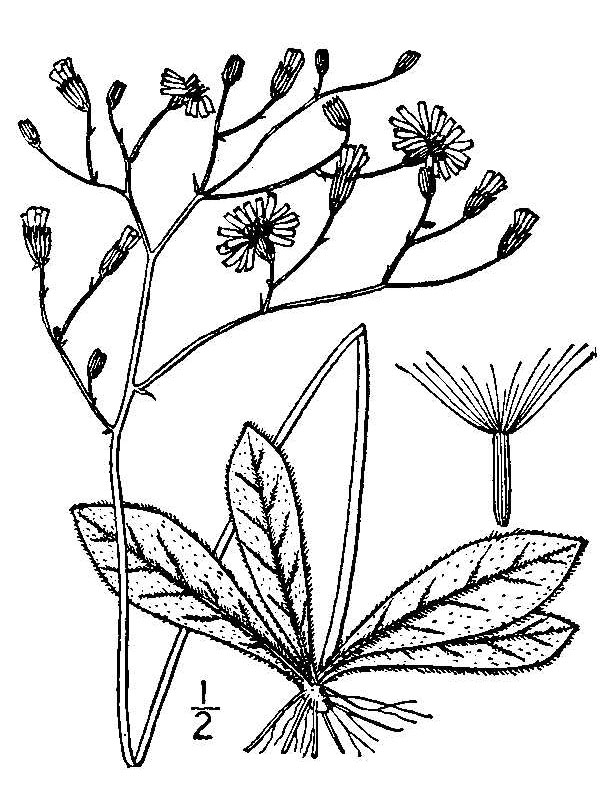
Hieracium venosum

... · 
H. amplexicaule (stengelomvattend havikskruid) · 
H. bauhini (Hongaars havikskruid) · 
H. caespitosum (weidehavikskruid) · 
H. glaucinum (vroeg havikskruid) · 
H. lactucella (spits havikskruid) · 
H. laevigatum (stijf havikskruid) · 
H. macrodontophyllum  · 
H. murorum (muurhavikskruid) · 
H. piloselloides (Florentijns havikskruid) · 
H. praealtum (grijs havikskruid) · 
H. sabaudum (boshavikskruid) · 
H. scabrum (ruig havikskruid) · 
H. umbellatum (schermhavikskruid) · 
H. vogesiacum (vogezenhavikskruid) · 
H. vulgatum (dicht havikskruid) · 
H. warnsbornense (schelms havikskruid) · 
...